# Ester Van den Hende
Ester Van den Hende (13 juli 1990) is een Belgische voormalige atlete, die gespecialiseerd was in de sprint. Ze werd eenmaal Belgisch kampioene.

## Loopbaan
Van den Hende verbeterde in 2011 samen met Justine Desondre, Wendy Den Haeze en Axelle Dauwens het Belgische indoorrecord op de 4 x 200 m naar 1.37,48. In 2014 werd ze Belgisch indoorkampioene op de 60 m.
Van den Hende was aangesloten bij Atletiek Club Meetjesland.

## Belgische kampioenschappen
Indoor
| Onderdeel | Jaar |
| --------- | ---- |
| 60 m      | 2014 |

## Persoonlijke records
Outdoor
| Onderdeel | Prestatie | Wind     | Datum        | Plaats   |
| --------- | --------- | -------- | ------------ | -------- |
| 100 m     | 11,92 s   | +1,9 m/s | 14 juli 2012 | Kortrijk |

Indoor
| Onderdeel | Prestatie | Datum           | Plaats |
| --------- | --------- | --------------- | ------ |
| 60 m      | 7,45 s    | 25 januari 2015 | Gent   |

## Palmares
60 m
- 2014:  BK indoor AC – 7,49 s